# Replika (czasopismo)
Replika – polski dwumiesięcznik społeczno-kulturalny wydawany kolejno przez Kampanię Przeciw Homofobii (2005–2011) oraz Fundację „Replika” (od 2011). Jedyny ukazujący się regularnie w Polsce drukowany magazyn o tematyce LGBT

## Wydanie, dystrybucja i historia
Replika dostępna jest w prenumeracie jako magazyn drukowany lub cyfrowy w formacie pdf. Pojedyncze numery można kupić na stronie internetowej magazynu, na Allegro, w sklepach internetowych LGBTIA oraz w wybranych salonach sieci Empik, Relay oraz InMedio. Bezpłatne egzemplarze dostępne są także w wybranych miejscach przyjaznych LGBTIA oraz w siedzibach organizacji LGBT.
Gazeta podzielona jest według sekcji: Wydarzenia, Wywiady, Społeczeństwo, Kultura, Historia, Kadry bez wstydu, Recenzje teatralne, filmowe i książkowe, Felietony.
Pierwszą redaktorką naczelną pisma w latach 2005–2009 była Ewa Tomaszewicz. Od 2009 nieprzerwanie redaktorem naczelnym Repliki jest Mariusz Kurc. Felietony w Replice publikowali m.in. Bartosz Żurawiecki, Piotr Grabarczyk, Kayden Gray, Sylwia Chutnik, Maja Heban, Patrycja Sikora-Tarnowska, Olga Górska oraz Izabela Morska.
Od 2018 Replika corocznie wydaje Kalendarze Repliki z nagimi zdjęciami osób queerowych urodzonych lub mieszkających w Polsce.
Na łamach magazynu coming out zrobili m.in. Anna Grodzka, Kuba Kowalski, Tomasz Tyndyk, Michał Sieczkowski, Magdalena Mosiewicz, Grzegorz Niziołek, Karolina Hamer i Sylwia Chutnik.
Wywiadów dla magazynu udzielili m.in. Krzysztof Charamsa, piosenkarze Wojciech Łuszczykiewicz, Czesław Mozil, Alicja Majewska, Kora, Kayah, Tatiana Okupnik, Izabela Trojanowska, Michał Kwiatkowski i Natalia Kukulska, dziennikarze Tomasz Raczek, Kazimiera Szczuka i Marta Konarzewska, bokser Dariusz Michalczewski, aktorzy Xavier Dolan, Izabela Kuna, Katarzyna Figura, Renata Dancewicz, Paweł Małaszyński, Ewa Kasprzyk, reżyserzy Agnieszka Holland, Małgorzata Szumowska i Piotr Sieklucki, politycy Krystian Legierski, Barbara Nowacka, Ryszard Kalisz i Magdalena Środa, tancerze Michał Piróg oraz pisarze Mikołaj Milcke i Marcin Szczygielski.

## Nagrody i wyróżnienia
- 2007: Towarzystwo Ekonomiczne na rzecz Gejów i Lesbijek uhonorowało magazyn jako najbardziej cenione przez mniejszości seksualne medium w Polsce w kategorii Media LGBT[38].
- 2013: nagroda dla Mariusza Kurca, redaktora naczelnego w konkursie dziennikarskim „Media równych szans” zorganizowanego przez biuro Pełnomocniczki Rządu ds. Równego Traktowania. Nagrodzono wywiad z gejem żyjącym z niepełnosprawnością – Rafałem Urbackim pt. „Święty”, opublikowany w „Replice” nr 35 ze stycznia 2012[39]
- 2021: laureat nagrody specjalnej w plebiscycie Korony Równości, organizowanym przez Kampanię Przeciw Homofobii – za całokształt działań[40]
- 2021: nominacja w konkursie LGBT+ Diamonds Awards w kategorii „Partnerstwo Roku” za współpracę z Ringier Axel Springer Polska, w ramach której wybrane archiwalne treści „Repliki” publikowane są w serwisie Onet.pl[41]

## Kolekcja „Polskie ikony LGBTIA”
W numerze 83 (styczeń/luty 2020) wystartowała kolekcja rysunków „Polskie ikony LGBTIA”. W każdym numerze prezentowany jest portret autorstwa Marcela Olczyńskiego, a w latach 2020–2024 dla osób prenumerujących do magazynu dodawany był magnes.
- numer 83 – Maria Konopnicka[42]
- numer 84 – Jarosław Iwaszkiewicz[43]
- numer 85 – Maria Dąbrowska[44]
- numer 86 – Karol Szymanowski[45]
- numer 87 – Zofia Sadowska[46]
- numer 88 – Witold Gombrowicz[47]
- numer 89 – Kim Lee[48]
- numer 90 – Maria Janion[49]
- numer 91 – Fryderyk Chopin[50]
- numer 92 – Miron Białoszewski[51]
- numer 93 – Maria Rodziewiczówna[52]
- numer 94 – Juliusz Słowacki[53]
- numer 95 – Maria Dulębianka[54]
- numer 96 – Władysław III Warneńczyk[55]
- numer 97 – Bolesław V Wstydliwy i Leszek Czarny[56]
- numer 98 – Henryk III Walezy[57]
- numer 99 – Anna Laszuk[58]
- numer 100 – Władysław IV Waza[59]
- numer 101 – Michał Korybut Wiśniowiecki[60]
- numer 102 – Bolesław II Szczodry[61]
- numer 103 – Stanisław August Poniatowski[62]
- numer 104 – Tamara Łempicka[63]
- numer 105 – Jerzy Andrzejewski[64]
- numer 106 – Anna Kowalska[65]
- numer 107 – Witold Conti[66]
- numer 108 – Eva Kotchever[67]
- numer 109 – Stanisława Walasiewicz[68]
- numer 110 – Paulina Kuczalska-Reinschmit[69]
- numer 111 – Maria Jadwiga Strumff[70]
- numer 112 – Karol Hanusz[71]
- numer 113 – Narcyza Żmichowska[72]
- numer 114 – Konrad Swinarski[73]
- numer 115 – Izabela Jaruga-Nowacka[74]